# Франц, Дейлис Эрхардт
Дейлис Эрхардт Франц (англ. Dalies Erhardt Frantz; 9 января 1908, Лафейетт, Колорадо — 1 декабря 1965, Остин) — американский пианист и актёр.

## Биография
Учился музыке в Денвере, Бостоне, Энн-Арборе и, наконец, в Мичиганском университете у Гая Майера (1926—1930), затем совершенствовал своё мастерство в Европе под руководством Артура Шнабеля. В 1932 г. выиграл Наумбурговский конкурс молодых исполнителей. В 1934 г. дебютировал с Филадельфийским оркестром под управлением Леопольда Стоковского. На протяжении последующего десятилетия интенсивно концертировал, в том числе, в годы Второй мировой войны, с благотворительными концертами в пользу армии. Одновременно записал ряд саундтреков для Голливуда, сыграл в фильмах «Влюблённые» (1938), «Балалайка» (1939) и «Я беру эту женщину» (1940).
С 1943 г. преподавал в Техасском университете, среди его учеников, в частности, Джеймс Дик.